# Sobór św. Michała Archanioła w Sierdobsku
Sobór św. Michała Archanioła – prawosławny sobór w Sierdobsku, katedra eparchii sierdobskiej.
Sobór został wzniesiony w latach 1895–1905 według projektu Aleksieja Salki, architekta z Saratowa. Dekoracje wnętrza świątyni (freski) wykonali malarze z moskiewskiej szkoły P. Paszkowa. Główny ołtarz w cerkwi poświęcił 2 kwietnia 1905 biskup saratowski i carycyński Hermogen. W tym samym roku oddano do użytku boczny ołtarz Kazańskiej Ikony Matki Bożej, zaś trzy lata później – ołtarz św. Mikołaja. Cerkiew przeznaczona jest dla trzech tysięcy wiernych.
Obiekt pełnił funkcje liturgiczne do 1932, gdy został zamknięty. Ponieważ znajdował się na terenie wojskowym należącym do 96 pułku strzelców, został zaadaptowany na magazyn wojskowy. Dzięki temu nie został w kolejnych latach zburzony. Na prośbę miejscowych wiernych cerkiew została ponownie otwarta w ostatnich latach II wojny światowej, w 1946 powtórnie ją wyświęcono, a następnie wyremontowano.